# Polyalthia insignis
Polyalthia insignis este o specie de plante din genul Polyalthia, familia Annonaceae. A fost descrisă pentru prima dată de Joseph Dalton Hooker, și a primit numele actual de la Airy Shaw. A fost clasificată de IUCN ca specie vulnerabilă. Conform Catalogue of Life specia Polyalthia insignis nu are subspecii cunoscute.